# (569) Misa
(569) Misa est un astéroïde de la ceinture principale découvert par Johann Palisa le 27 juillet 1905.
Il a été ainsi baptisé en référence à Misa, déesse du culte d'Orphée.